# 田州塔
田州塔，位于中华人民共和国宁夏回族自治区石嘴山市平罗县姚伏镇，是一座7层六边形佛塔。该塔原为寺庙内属建筑，始建年代不详，现存塔身为清朝时重修。2013年，田州塔被列为全国重点文物保护单位。

## 历史
田州塔坐落于宁夏回族自治区石嘴山市平罗县姚伏镇，因所在镇名而俗称做“姚伏塔”。该塔原为寺庙内属建筑，但并没有明确的始建年代，有说法根据该塔的名称推测其始建于唐朝，也有说法称其始建于西夏年间。清乾隆三年（1739年）农历十一月二十四日平罗地区发生强烈地震，田州塔在这次地震中受到严重损毁。从塔的底层的门匾额上方落款可推断出现存的塔身为清代所建:18-20。文化大革命中，田州塔外围原有的寺院殿堂佛像被全部拆毁，塔内外所有设施全部被劫走，塔基被挖得仅离塔底层四周2米宽。

## 结构
田州塔为7层楼阁式砖塔，塔身高度约38米，平面呈六角形。塔的底层南北各开有一扇门，两扇门内相通，门边各刻有一副对联，其中南门的门楣上方镶嵌有“田州古塔”的石匾额，门框左右刻有对联一幅，上联为“一柱撑天东带黄河明显瑞”，下联是“孤标拔地西屏兰岳秀争辉”；北门的对联上联为“凌霄矗庄岩陟处仰窥觉路”；下联为“冲漠饶色相登来俯视迷津”，横批为“分分兰峰”。除开门的2面之外，塔的底层的其余4面全部开有宽1.4米、深95厘米的拱券顶壁龛。在底层和第二层之间的房檐上，刻有砖雕仿木结构，以及部分山水花卉和人物造像。从第二层向上直至第七层，每一层的6面均开有与底层形制相仿壁龛，壁龛的大小随层数的升高而逐渐缩小。塔顶为六边覆斗型，上方覆盖有2排黑色琉璃方砖，刹顶上方托起锥形相轮:18-19。

## 保护
1975年6月15日，田州塔被定为平罗县文物保护单位。1980年，平罗县人民政府拨款28000元人民币对田州塔进行维修，在这次维修中，重新垫起一座高4米、南北长45米、东西宽35米的台基，台基外用料石包砌，并在台基上方建立了1米多高的青砖围墙，塔内也重新铺设楼板。1985年，田州塔再次被定为平罗县重点文物保护单位和石嘴山市重点文物保护单位。。2004年时，田州塔塔身出现裂缝的问题被媒体曝光。2005年，田州塔被列为宁夏回族自治区第三批全区重点文物保护单位。2006年时，田州塔的年久失修等安全问题再次被媒体曝光。2013年1月24日，平罗县政府为了将田州塔申报全国重点文物保护单位而正式对该塔启动全面大修。2013年，田州塔正式被列为全国重点文物保护单位。